# Aleksa Simić
Aleksa Simić (Boljevci, 18 marzo 1800 – Belgrado, 17 marzo 1872) è stato un politico serbo, uno dei principali esponenti degli Ustavobranioci (difensori della costituzione) e tre volte primo ministro del Principato di Serbia: dal 6 ottobre 1843 all'11 ottobre 1844,  dal 26 marzo 1853 al 28 dicembre 1855 e dal 26 settembre 1856 al 1º luglio 1857.
Prima di ricoprire la carica di primo ministro fu Ministro delle Finanze (1835) e Ministro degli Esteri (1843).
Suo nipote Đorđe Simić è stato due volte primo ministro della Serbia.